# Van der Graaf Generator
Van der Graaf Generator é uma banda britânica seminal de rock progressivo formada em 1967.
O nome da banda foi inspirado no equipamento elétrico Gerador de Van de Graaff, projetado para produzir energia estática. Supõe-se que o erro de ortografia no nome – tem um "r" a mais e um "f" a menos – tenha sido acidental.

## Biografia

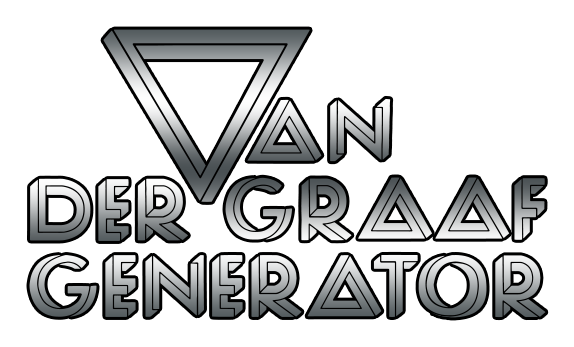
Logótipo da banda

O grupo formou-se em 1967 enquanto seus integrantes estudavam na Universidade de Manchester. O trio era composto por Peter Hammill (vocais, guitarra), Nick Pearne (órgão) e Chris Judge (bateria e instrumentos de sopro). Eles conseguiram um contrato com uma gravadora, lançando apenas um compacto ("The People You Were Going To") antes de se separarem no final de 1969. Já então Pearn havia sido substituído por Hugh Banton.
No final de 69 um novo Van der Graaf Generator foi formado durante a gravação de um álbum que originalmente pretendia ser um lançamento solo de Hammill, The Aerosol Grey Machine.
Algumas mudanças de formação (e no estilo do som do grupo) estabilizariam o Van der Graaf, que viajou em turnê intensa no começo dos anos 1970. Em 1972 dificuldades financeiras minaram a carreira do grupo e Hammil seguiu carreira solo, apesar de seus antigos companheiros continuarem contribuindo com ele.
O Van der Graaf Generator foi uma banda ímpar, pois trouxe avanços inigualáveis de sons e textos.
Embora o Van der Graaf tenha sido palco de atuação de ótimos músicos, em termos práticos, sua carreira foi centrada na genialidade do líder Peter Hammill. Além de excelente e sensível cantor, capaz de conduzir a voz por caminhos jamais vistos em qualquer corrente musical, Peter é também um exímio poeta e escritor.
Uma das críticas ao mundo moderno, é que o tipo de vida que nos imprime faz com que pouca disponibilidade tenhamos para nos preocuparmos com questões metafísicas. Assim, é muito comum nos depararmos com análises de grandes pensadores, mas voltadas, somente, para os dramas que a humanidade vive em seu curso quotidiano. Poucos são aqueles que conseguem, paralelamente, analisar os conflitos do homem consigo mesmo, suas angústias, suas dúvidas com respeito ao "De onde viemos, para onde vamos?". Aí é que se encontra o grande dote de Peter, pois sua obra retrata toda a essência dos tormentos vividos pelo homem contemporâneo. Para ele, é tão simples escrever algo como um drama entre um homem e uma mulher, quanto sobre um indivíduo em conflito com a sociedade, ou ainda sobre problemas transcendentais (vida após a morte, por exemplo).
Peter Joseph Andrew Hammill nasceu em Ealing, Londres, em 1948. Enquanto adolescente, estudou no Beaumont College, uma escola pública de Berkshire, dirigida por jesuítas. Foi nessa época - aproximadamente 1963 - que iniciou a escrever poemas e canções, influenciado por grupos ingleses de rock e cantores de blues (a única canção desse período, que se tenha notícia de que foi gravada mais tarde, é "Running Back", do LP Aerossol Grey Machine).
Grande admirador de Sonny Boy Williamson (II), Hammill gostava de tirar algumas harmonias numa gaita. Posteriormente, com uns quinze anos, comprou um violão, e aprendeu a tocá-lo sozinho, enturmado com dois outros amigos que se encontravam num estágio similar.
Nos dois últimos anos de colégio, formou sua primeira banda, The Hex, fortemente influenciada pelos Beatles e pelo Who. Em 1967, Hammill foi trabalhar como programador de computador, na IBM de Londres, durante seis meses. Na mesma época, intensificou seu trabalho de escrita, produzindo grande parte das letras que viriam no primeiro LP do Van der Graaf, bem como no seu primeiro LP solo.
Findo o estágio na IBM, e desinteressado dele, foi estudar na Universidade de Manchester. De acordo com uma singela biografia que me foi fornecida pelo próprio Hammil, por carta, foi aceito na universidade num curso extra-curricular, para estudos liberais em ciência (não sei o que quis dizer com isso). Em Manchester, conheceu o baterista Chris Judge Smith, e o organista Nick Pearne, com quem fundou o Van der Graaf Generator. O nome foi escolhido por Smith, que tinha o hábito de ficar bolando esquisitices. (A quem interessar possa, Robert Van de Graaff foi o cientista que inventou um acelerador eletrostático de partículas, muito utilizado em pesquisas de Física Nuclear. Ele morreu em 1967, quando a banda nascia. Não se sabe os motivos que levaram aqueles músicos a homenageá-lo).
O Van der Graaf em forma de trio só realizou um compacto, lançado pela Polydor britânica, e contendo as músicas "Firebrand' e "People You Are Going To" (essa última foi regravada no LP "Nadir's Big Chance", de Hammill). Como acontece com muitos artistas, o compacto não trouxe o resultado esperado em termos de vendas.
A próxima nota histórica que possuo, registra que Smith e Hammill deixaram Manchester, e formaram, em abril de 1968, um conjunto chamado Heebalob, que esteve perto de lançar um disco. Além dos dois, estavam Hugh Banton (órgão), e David jackson (sax e flauta). Essa formação se manteve até junho de 1968. Logo depois, Smith desistiu, e foi substituído por Guy Evans. Com o nome VDGG retomado, e com um baixista, Keith Ellis, prosseguiram por quase um ano adiante, realizando apresentações locais.
Em 1969, tudo levava a crer que a banda não sobreviveria. Peter pensava até em gravar um LP solo. Entretanto, depois de uma conversa com os colegas, retomou a equipe. Foi então que gravaram o LP "Aerosol Grey Machine", com Hammill (vocal e guitarra), Hugh Banton (órgão), Keith Ellis (baixo), Guy Evans (bateria) e um tal Jeff (flauta), (penso que seja o pseudônimo de alguém, talvez até de David Jackson).
Nesse trabalho inicial, Hammill dá uma amostra de suas predileções: misticismo e culto à morte. Vejamos um trecho da faixa-título:
- "Apenas um suspiro e é o instante mortal, é a máquina de aerossol cinza. Você está caminhando na rua, num dia, então chega o homem todo vestido de cinza; ele pulveriza um pouco de aerossol em seu rosto, e você sente que sua mente perde a sintonia."
Vejamos "Necromancer" ("Necromante"):
- "Sim, eu vivo nas florestas negras, onde você nem ousa dizer meu nome. Se há maldade em seu coração, e você chegar perto de mim, perderá sua sanidade. Minha forma é mística, mas meu coração é puro, é melhor você acreditar em mim: eu sou o necromante."
Em fins de 1969, já existe uma nova etiqueta discográfica, a Charisma, francamente propensa a dar muito apoio ao crescente rock progressista. Um dos seus primeiros contratados foi o VDGG, que já havia admitido novos elementos. No lugar de Ellis entrou Nic Potter. Nos sopros estava David Jackson. Em dezembro do mesmo ano, o quinteto gravou o primeiro item de um fantástico trinômio: "The Least We Can Do". A partir desta época, Banton, que já havia trabalhado como engenheiro assistente na BBC e possuía grande conhecimento de eletrônica, passou a dar importante contribuição ao som do Van Der Graaf ao acoplar pedais de efeitos interconectados e fazer modificações na saída de áudio de seus órgãos que resultavam em timbres pesados como as letras de Hammill pediam.
Em função de uma sensível evolução em matéria de sons e textos, a imprensa europeia inicia a rotulá-los como "Dark Sound Band" ("Banda Do Som Tenebroso"). Aproveitando a energia, gravam em seguida "H To He", que é lançado em meados de 1970. A grande faixa desse LP é "Pioneers Over c" (c é a denominação científica da velocidade da luz). Embora tenham exagerado na conceituação ("Pioneiros Acima Da Velocidade Da Luz"), pois sabemos que não é possível superar c, acertaram na ideia. Conseguiram deixar uma boa visão do que seja o fenômeno da dilatação do tempo, previsto pelas teorias de Albert Einstein. O trecho mais significativo da letra é:
- "Nós somos aqueles para quem eles vão construir uma estátua, há dez séculos…
…bem, onde está o tempo, agora? E que diabo eu sou, flutuando aqui, neste despropositado caminho?"
Durante as gravações de "H To He", Nic Potter deixou o conjunto. Suas funções são preenchidas por Hugh Banton, que faz uma boa parte dos baixos em pedais. Um convidado ilustre dá sua contribuição na faixa "The Emperor In His War Room": é Robert Fripp, do King Crimson. Em "Pawn Hearts", o terceiro item do trinômio (e a "nona sinfonia" do rock progressivo), Fripp é o guitarrista oficial, com créditos na capa do LP, sem destaques especiais.
É nessa obra que Hammill deixa bem latente sua crença espiritualista, em particular na faixa "Man Erg":
- "O assassino vive dentro de mim: sim, posso sentí-lo mover-se.
Às vezes, ele dorme levemente na quietude de seu quarto, mas então seus olhos levantar-se-ão e penetrarão através dos meus; ele dirá minhas palavras e fragmentará minha mente por dentro…  …Como posso libertar-me, como posso obter ajuda?  Sou realmente eu mesmo?
Sou alguém mais?"
(Aquem interessar possa, "erg" é uma palavra de origem grega, e que significa energia. Assim, "Man Erg" seria a energia do homem. Que energia seria essa? O espírito, por acaso? Tudo leva a crer que sim. A capa do LP também é muito sugestiva: várias pessoas vagando pelo espaço. Seriam os espíritos?)
O mesmo clima macabro está presente na suíte que ocupa todo o segundo lado, "A Plague Of Lighthouse Keepers". É a estória de um indivíduo que vive confinado num farol marítimo, como quem estivesse fadado a conviver com uma maldição. Em certa altura, há uma simulação de um choque entre navios. Foi a coisa mais impressionante que já vi em matéria de som gravado. Se o ouvinte fechar os olhos, e der um pouco de asas á imaginação, será capaz de acreditar que está, realmente, diante de uma catástrofe. Foi uma das obras máximas da música do século XX; algo comparável ao Beethoven, que simulou uma tempestade em sua sinfonia Pastoral.
Em abril de 1971, pouco antes de "Pawn Hearts", Hammill colocou em prática o seu velho intento de 1968; um álbum solo. Segundo uma nota do autor, na contracapa, foi realizado com o propósito de mostrar velhas canções que havia composto, nos anos iniciais do Van der Graaf (aquelas a que me referi, um pouco atrás).
Em 1972, a Charisma publicou o LP sucessor de "Pawn Hearts" era uma coletânea que resumia os acontecimentos dos cinco primeiros anos de atividade. Depois disso, a banda se retirou do cenário artístico, por alguns anos. Por incrível que pareça, o motivo era a falta de receptividade por parte do público. Fora alguns países da Europa (Itália, França e Bélgica, principalmente), o resto do mundo ignorava a existência deles (inclusive a mãe Inglaterra). Aliás, os italianos muito se vangloriam de terem sido sempre os primeiros a acolher as melhores bandas de rock progressivo. O mesmo aconteceu com o Genesis e o Gentle Giant.
Até 1975, Hammill gravou mais alguns discos solo, bem como realizou pequenas excursões (quase sempre acompanhado pelos colegas de banda). Enquanto isso, os demais músicos realizaram o LP The Long Hello, que contou com a participação de italianos. Em maio de 1975, os membros do Van der Graaf, reunidos, concedem uma entrevista à revista Ciao 2001, onde anunciam seus planos: Hugh Banton informa que está construindo um super-órgão, baseado naqueles usados em grandes catedrais, com seis geradores de som, ao invés de apenas um. Do lado artístico, além da reconstituição da banda, planejam uma excursão pela América (que só aconteceria uns dois anos mais tarde).
O LP do retorno, "Godbluff", é realizado em junho de 1975. Mostra que o Van der Graaf voltou com tudo, para valer. Para não perder o hábito, Hammill continua místico. Esse é um trecho de "Sleepwalkers" ("Sonâmbulos"):
- "As colunas da noite avançam; infecciosamente, sua dança de rugas converte-se em dobras; em tempo o mundo inteiro, imaturo, irá dar os mesmos passos para o mesmo amargo fim. Sonolenta inspeção;
agora a morte dancante abandona o abrigo de suas camas, acordada para o descanso em cuja profundidade eles temem, como se o chão que eles pisam cederia passagem sob o peso solene de sua concepção".
Em menos de dois anos, outro par de discos é lançado, testemunhando que havia, realmente, muito fervor acumulado. Em "Still Life", Hammill deixa seu testemunho definitivo de que crê na vida eterna. Está em "Childlike Faith In Childhood's End" ("Fé Infantil No Final Da Infância"):
- "A existência é um estágio pelo qual passamos, uma trilha sonâmbula para a mente e o coração. É desesperador, eu sei, mas devo seguir adiante, e tentar iniciar a ver algo mais do que, dia-a-dia, a sobrevivência perseguida pela morte final. Se eu acreditasse que esse é o resumo da vida para a qual viemos, não desperdiçaria meu fôlego.
De alguma forma, deve haver mais."
Em 1977, a banda finalmente excursiona pela América. Além disso, seus discos passam a ser regularmente editados por lá, coisa que era um pouco acidentada nos primeiros anos. Entretanto, isso parece que não serve como amálgama para estruturar uma sólida continuidade. Pouco tempo depois, Banton e Jackson deixam o conjunto (eu havia-me esquecido de citar que o retorno se deu com Hammil, Banton, jackson e Evans).
Esses excelentes músicos haviam auxiliado a elaborar uma espécie de marca registrada do "Dark Sound". Quando partiram, não restava alternativa, a não ser modificar completamente o contexto. Passa, então, a fazer parte da formação o violinista Graham Smith (ex-String Driven Thing). Além dele, Nic Potter reassume o papel de baixista. Com eles, a banda registra "The Quiet Zone, The Pleasure Dome", e depois se despede, em 16 de janeiro de 1978, com um show no Marquee Club de Londres. Um cellista deu uma forca ao time, nesses últimos dias; foi Charles Dickie. David Jackson também foi ao Marquee, contribuir ao adeus. (No álbum duplo que documenta o episódio, dá para notar, claramente, quando Hammil lhe lança o convite para subir ao palco).
Ao longo desses últimos anos, todos eles têm produzido discos solo. E eu faço questão de mencionar um fato, difícil de ser presenciado em conjuntos de rock: os membros do Van der Graaf sempre pareceram uma irmandade, testemunhada pelo auxílio mútuo que prestam entre si. Nos trabalhos individuais, há sempre a presença de colegas. (Montanari)
No final dos anos 1970 o Van der Graaf passou por várias saídas e entradas de integrantes novos e antigos, o que ocasionalmente desestabilizou a carreira do grupo. A formação clássica de Hugh Banton, David Jackson, Guy Evans e Peter Hammill retornou em 2003, tocando uma única vez em Londres. Esta reunião levou os músicos a considerarem o retorno de vez aos palcos. Um novo disco com material inédito, foi lançado em 2005.
Pouco depois da aclamada reunião, Jackson deixou o grupo porém o trio restante continuou firme com o entrosamento que sempre houve gravando quatro discos, Trisector (2008), A Grounding in Numbers (2011), ALT (2012) e Do Not Disturb (2016) revelando uma faceta mais acessível da música de Hammill, sem perder o alto teor lírico e temas intricados. O grupo mantem-se desde então em turnê promovendo os novos discos e resgatando antigas faixas, porém permanecendo apenas no circuito europeu e com um público seleto, característica que sempre marcou a trajetória da banda.

## Discografia

### Álbuns de estúdio
- The Aerosol Grey Machine (1969)
- The Least We Can Do is Wave to Each Other (1970)
- H to He, Who Am the Only One (1970)
- Pawn Hearts (1971)
- Godbluff (1975)
- Still Life (1976)
- World Record (1976)
- The Quiet Zone, the Pleasure Dome (1977)
- Present (2005)
- Trisector (2008)
- A Grounding In Numbers (2011)
- ALT (2012)
- Do Not Disturb (2016)

### Álbuns ao vivo
- Vital (1978)
- Maida Vale (BBC sessions) (1994)
- Real Time (2007)
- Merlin Atmos (2015)

### Compilações
- 68-71 (1972)
- Repeat Performance (1980)
- Time Vaults (1982)
- First Generation (1986)
- Second Generation (1986)
- Now and Then (1988)
- I Prophesy Disaster (1993)
- The Box (2000)
- An Introduction (2000)

## Videografia
- Masters From the Vaults (2003) (DVD)
- Godbluff Live (2003) (DVD)
- Inside VdGG (inclui os dois mencionados acima + Beat Club 1970) (2005) (DVD)